# Russische minderheid in Litouwen
De Russische minderheid in Litouwen bedroegen volgens schattingen in 2015 ongeveer 140.000 mensen, of zo'n 4,8% van de bevolking van Litouwen.
De Russen zijn al van in de late middeleeuwen aanwezig, toen handelaars en ambachtslieden zich in Litouwse steden vestigden. In de late zeventiende eeuw volgde een nieuwe instroom met Russische oudgelovigen, die zich in het oosten van Litouwen vestigden om te ontsnappen aan de geloofsvervolging in Rusland. Aan het einde van de achttiende eeuw, werd Litouwen een deel van het Russische keizerrijk. De macht bleef in de handen van de Litouwse adel, maar er werden ook administratieve jobs overgenomen door Russen die zich in steden als Vilnius en Kaunas vestigden.
Na de Eerste Wereldoorlog werd Litouwen onafhankelijk, maar in 1940 werd het land ingelijfd bij de Sovjet-Unie. Na de oorlog vestigden zich vele Russen in de Baltische staten. Voornamelijk in de stad Klaipėda, voorheen de Duitse stad Memel, waar de Duitsers verdreven werden en de stad herbevolkt moest worden. In 1975 werd de stad Visaginas aangelegd waar de meerderheid van de bevolking Russisch is en in de kerncentrale werkt. In 1989 waren er 344.455 Russen (9,37% van de bevolking) in Litouwen.
Na de hernieuwe onafhankelijkheid van Litouwen daalde dit aantal fors. Vele Russen emigreerden terug naar Rusland. In 2011 waren er nog 177.000 Russen in Litouwen, vier jaar later was dit altijd opnieuw fors gedaald tot 140.000. 